# ヘンリ・ヴィオッタ
ヘンリ・ヴィオッタ (Henricus Anastasius (Henri) Viotta, 1848年7月16日 - 1933年2月17日) はオランダの指揮者。作曲家、作家、法律家としても知られる。

## 略歴
オランダのアムステルダムに生まれる。父も作曲家であり、幼少から音楽に囲まれて育つ。ライデン大学で法律を学ぶが、作曲・指揮をはじめ音楽活動も並行して続けた。1883年にはオランダ・ワーグナー協会を設立し、その会長となる。1888年にアムステルダムのコンセルトヘボウが完成した際には、記念演奏会において700名のオーケストラと合唱団を指揮した。1896年から1919年までハーグ王立音楽院の院長の職にあった。1904年にはハーグ・レジデンティ管弦楽団を創設し、その首席指揮者を1917年までつとめている。スイスのモントルーで死去。